# Endo-exo-isomerie
Endo-exo-isomerie is een speciaal geval van isomerie, dat teruggevonden wordt in gebrugde organische verbindingen. Het prefix endo- wordt gebruikt voor een substituent dat zich aan de zijde van de grootste (langste) brug bevindt. Het prefix exo- wordt gegeven aan substituenten die zich aan de zijde van de kleinste (kortste) brug bevinden. In dit geval verwijzen "groot" en "klein" naar het aantal (koolstof)atomen in de brug. Dit type isomerie komt voor in bijvoorbeeld norbornaan en dicyclopentadieen:
Ook in reacties waarbij gebrugde cyclische verbindingen ontstaan (bijvoorbeeld de diels-alderreactie) worden de begrippen endo en exo op vergelijkbare wijze gebruikt.